# ツー快!お昼ドキッ
『ツー快! お昼ドキッ』（ツーかい おひるドキッ）は、中部日本放送（CBC）が放送していた平日午後のワイド番組。2009年4月3日をもって終了した。

## 概要
2000年6月5日より放送開始。放送は月曜 - 金曜の13:00 - 15:30。愛知県・岐阜県・三重県の中京広域圏が主な放送対象エリア。
人気タレントやミュージシャン、CBCのアナウンサーたちが日替わりで番組パーソナリティを務める。昼のラジオ番組としては、東海ラジオの『宮地佑紀生の聞いてみや〜ち』に次いで、人気が高かった。
かつてのCBC平日帯の昼ワイド番組『ばつぐんジョッキー』とは、曜日別パーソナリティ制を敷いた点。各パーソナリティの個性に沿った構成を採っている点。リスナーを対象とした賞金、賞品プレゼント企画が用意されている点。関西、名古屋を中心に活動しているタレントを数多くパーソナリティに起用している点などで、内容が類似している。

## 番組パーソナリティ・主なコーナーと番組内容の特徴

### 月曜
- 北野誠、丸山蘭那（CBCアナウンサー）
  - キーワード： 得するラジオ
  - 主なコーナー
    - 誠のなんでも会議室（その時折の話題になっている時事ネタを、北野と丸山が、リスナーの意見を織り交ぜながら論評する）
    - 日本びっくり紀行（各地の珍しい土産物やスポットを、関係者との電話トークを織り交ぜながら紹介する）
    - 今週の推奨銘柄 誠大明神（北野のライフワークである、株式投資に関するコーナー）
    - こちら北野法律相談所
    - 北野競馬ゼミナール（北野が得意とする、競馬予想のコーナー）
    - 誠のオトナ川柳道場
    - おとな電話相談室（恋愛・夫婦生活に関するリスナーからの相談に、北野がアドバイスをする。北野がレギュラー出演していた深夜番組『トゥナイト2』（テレビ朝日）で、定期的に行われていたコーナーの趣旨をリメイクしたもの）

  - 特徴
    - テレビのワイドショー、情報番組で、コメンテーターを務める北野がパーソナリティを務めている事もあり、他の曜日と比べて、トーク内における時事ネタの比重が多い。「誠のオトナ川柳道場」のお題も、時事ネタで、話題の中心にいる人物の名前の中から一文字を選んで、投稿を募集していた。
    - 聴取率週間で、番組からプレゼントされる商品の大半は北野のコネクションを使ったものであり、近時ではタレント時代から親交が深い東国原英夫 宮崎県知事（当時）が電話で出演し、北野が地元名産品のプレゼントをねだるのが恒例化していた。聴取率週間以外でも、プレゼントとして提供できる個数について「この番組では最低5個（3個の場合もあり）以上が慣例となっておりますので」と言い、関係者に提供できる個数を増やすよう促すのがパターン化していた。
    - 株価投資が不調に終わった、或いは競馬予想が大外れした週の放送では、北野は幾度も、その事を隠すことなく、自虐ギャグのような形で言及していた。

### 火曜
- 久野誠（CBCアナウンサー）、氏田朋子（CBCアナウンサー）
  - キーワード：おもしろまじめ スポーツ天国
  - 主なコーナー
    - 今週のスポーツ大賞
    - 新栄ブックメーカー
    - 愛すべきスポーツ馬鹿家族
    - 久野コレ（主に、1960年代から1980年代の曲を流す）

  - 特徴
    - スポーツアナウンサーの久野がパーソナリティで、スポーツをテーマにしたコーナーが多いが、実際はスポーツと関係ない展開になる事があった。
    - 番組内で、氏田は久野に「お嬢」と呼ばれていた。

### 水曜
- 笑福亭鶴光、青木まな（CBCアナウンサー）
  - キーワード： 大人の遊園地
  - 主なコーナー
    - ベー助なぞなぞ（色っぽい言葉をふと連想してしまうようななぞなぞをリスナーから募集。そのお題に青木が答えるコーナー。鶴光は独特の「ピンク落語」を駆使して、投稿内容を紹介していた）
    - 後ろから前からどうぞ！（イントロクイズ。ある楽曲の最初と最後の部分だけを挑戦者であるリスナーに聞かせ、その曲名を当てる）
    - 古今東西 今昔伝説物語（月曜の「日本びっくり紀行」とコンセプトは類似。こちらは各地に古くより伝わる珍しい伝習、祭事などを関係者との電話トークで紹介するコーナーである）
    - 世界まるごと仰天ニュース（海外で実際にあった珍事を紹介する）
    - ヘイユー・ホワッツ・ユア・ネーム（言葉・文章の順番を並べ替え、その言葉に隠された人物や物の名前を当てる）
    - 今週のここだけの話
    - 鶴光の人情話（リスナー、或いは鶴光自身の過去の体験から感動的なエピソードを紹介する）
    - 没ネタ供養（番組内で紹介されなかった没ネタ投稿者のラジオネームを延々読み上げてゆく）

  - 特徴
    - 「ピンク落語」の巨匠ともいわれる鶴光の担当という事もあり、他の曜日以上にストレートな「下ネタ」が連発した。特に「ベー助なぞなぞ」は伝説の深夜番組『笑福亭鶴光のオールナイトニッポン』のエッセンスを含んだ内容となっており、2006年秋、このコーナーから派生して、鶴光、青木のデュエットソング『ほんまにええのんか』をリリースしていた[2]。
    - この他にも、青木やニュース読みで、スタジオに入ってきた女性アナウンサーに対して、鶴光がちょっとした「下ネタ」や、真偽が全く分からないエピソードを突然発言するのも恒例。特に青木に対しては「昔はテレビ東京のお天気お姉さんをしていた」「家賃を10か月分まとめて払っている」「いつもノーメイクでスタジオ入りしているのに、今日は化粧しているから、きっと夜は燃えるんでしょう」などといった発言を行い、青木から否定、ツッコミを入れられていた。

### 木曜
- 伊藤秀志、平野裕加里
  - キーワード： 悩みスッキリ! 井戸端ラジオ
  - 主なコーナー
    - 人生のアイウエオ（これまでの人生の中で驚いた出来事、悲しい出来事、楽しい出来事について、リスナーから投稿されたメール等を紹介する。特に時間設定はされておらず、随時番組内で紹介されており、この曜日のトーク内容の柱となっている）
    - 替え歌ナウ（時事ネタを絡めた替え歌を紹介する。伊藤・平野がその替え歌を自ら演奏、歌唱して紹介する）
    - 私の赤ちゃん日記（平野の産休明け復帰後より創設されたコーナー。番組の主なリスナー層である主婦たちから投稿された育児体験談を紹介する）
    - 秀志の秋田弁講座（ニュース原稿を、伊藤の出身地の方言である秋田弁に翻訳して紹介するもの）
    - 輪唱実験室

  - 特徴
    - 他の曜日に比べ、タイムテーブルについての拘束が緩く、時事ネタよりも、リスナーや両パーソナリティ自身の体験談、経験談を紹介する時間が長い。笑い話のエピソードだけではなく、感動的なエピソードも数多く取り上げられ、伊藤、平野が放送中に号泣しながら、そのエピソードについて言及をすることも間々あるなど、全体的にバラエティー的色彩が強い同番組にあって、異質な色彩を放っている。
    - この曜日のみ、レポーターの戸井康成の容姿に関するパーソナリティからの「イジリ」が多く、戸井の頭髪（スキンヘッド）に関するネタが頻発している。これは古くからCBCの番組で共演を重ね、戸井との親交がとりわけ厚い伊藤、平野だからこそできる「イジリ」でもある。

### 金曜
- 矢野きよ実、石井亮次（CBCアナウンサー）
  - キーワード： 毎日がリセット!
  - 主なコーナー
    - リセットで幸せ（過去の経験で「リセット」したい出来事について、リスナーから寄せられたエピソードを紹介する）
    - Sweet Memories（各地で評判となっている甘味菓子製造、販売している店の関係者との電話トークで紹介する）
    - きよ実の部屋（矢野自身が日々の生活で遭遇した事柄、周りの親交のある人とのエピソードを紹介する。締めに矢野自身のセレクトした、その話題に似合った曲が紹介される）
    - 「魅せられて」を聞きたくて（リスナーの夫婦生活や恋愛についての赤裸々な体験談を紹介する）
    - 私って変?!（自分では普通と思ってやっている事が一般的には普通ではない、というエピソードについてリスナーから寄せられたメールなどを紹介する）

  - 特徴
    - 「「魅せられて」を聞きたくて」のコーナーの由来は、矢野が『つボイノリオの聞けば聞くほど』の中で「ある秘事が絶頂に達したときに「魅せられて」（ジュディ・オングのヒット曲）が聞こえてくる」というエピソードをある有名人が語った、という話をしたことをきっかけに名付けられたものである。
    - 聴取率週間内での放送では、必ず、矢野はスタジオを飛び出しての中継放送を行っている。その際には、現在の相方である石井ではなく、彼の前任者である若狭が随行するのが慣例となっている[3]。中継放送時にはスタジオには石井1人だけが「留守番」として待機し、スタジオから矢野・若狭のトークに割って入っていく形で番組が進められる。
    - 同番組で唯一、女性と男性の役割が逆になっている曜日であり、終始「女性上位」の雰囲気で、番組は放送され、他の曜日以上に、女性リスナーが多い。

## 番組パーソナリティの変遷
伊藤秀志と北野誠の2人は番組開始から終了まで、パーソナリティを務めていた。同一コンビでの最長記録は、北野誠・中橋かおりコンビの7年。

### 月曜
- 2000年6月 - 2003年3月
  - ハイヒール･リンゴ、伊藤秀志
- 2003年4月 - 2008年9月
  - 北野誠、中橋かおり - 木曜から移動
- 2008年9月 - 2009年4月
  - 北野誠、丸山蘭那

### 火曜
- 2000年6月 - 2002年3月
  - 吉村明宏、福田知鶴
- 2002年4月 - 2003年3月
  - 立原啓裕、安藤まり子
- 2003年4月 - 2003年7月、2003年10月 - 2004年3月
  - 立原啓裕、平野裕加里[4]
- 2003年7月 - 2003年10月
  - 立原啓裕、丹野みどり
- 2004年4月 - 2005年6月
  - ばんばひろふみ、神尾純子（CBCアナウンサー）[5]
- 2005年7月 - 2007年9月
  - ばんばひろふみ、早川敦子
- 2007年10月 - 2008年9月
  - ばんばひろふみ、神尾純子[6]
- 2008年9月 - 2009年4月
  - 久野誠、氏田朋子

### 水曜
- 2000年6月 - 2001年3月
  - 原田伸郎、古木淑恵
- 2001年4月 - 2002年3月
  - 原田伸郎、矢野きよ実
- 2002年4月 - 2003年7月、同年10月 - 2004年3月
  - 金村義明、平野裕加里 - 平野は2003年4月から火曜・木曜を兼任。
- 2003年7月 - 同年10月、2004年4月 - 2006年3月
  - 金村義明、伊藤敦基（CBCアナウンサー）[7]
- 2006年4月 - 2009年4月
  - 笑福亭鶴光、青木まな

### 木曜
- 2000年6月 - 2001年9月
  - 北野誠、唐沢夏子
- 2001年10月 - 2003年3月
  - 北野誠、中橋かおり - 後に、月曜へ移動
- 2003年4月 - 2003年7月
  - 伊藤秀志、平野裕加里[8]
- 2003年7月 - 2003年10月
  - 伊藤秀志、三浦和人
- 2004年4月 - 2009年4月
  - 伊藤秀志、平野裕加里[9]

### 金曜
- 2000年6月 - 2003年3月
  - 中村泰士、新美静代
- 2003年4月 - 2004年3月
  - 広瀬隆
- 2004年4月 - 2004年9月
  - 矢野きよ実、中西直輝（CBCアナウンサー）
- 2004年10月 - 2005年9月
  - 矢野きよ実、若狭敬一（CBCアナウンサー）
- 2005年10月 - 2009年4月
  - 矢野きよ実、石井亮次

## 中継レポーター
街角ステーションで、中継先からのレポートを担当していた。

### 月曜
月曜は「愛の宅配便」。日頃から世話になっている相手に感謝の言葉を伝えられないリスナーたちに代わり、レポートドライバーがリスナーから託されたプレゼントとメッセージを持って、相手に届ける。番組開始当初、「愛の宅配便」は木曜のコーナーだったが、北野誠、中橋かおりが木曜から月曜に移動した際に「愛の宅配便」も月曜に移動した。
- 照屋舞子（CBCレポートドライバー）

### 火曜、水曜、木曜
火曜から木曜までの3日間は東海3県各地の商店街からの中継。放送内容の内訳は、商店街が誇る3人の“看板娘”の中から、本当のスゴ技を持っている者は誰かを見抜く「看板娘、ホンマもんは誰?」（火曜）。商店街の自称“仲良し夫婦”の素顔をクイズで紹介する「夫婦で! 真昼の対決!!」（水曜）。戸井が商店街の中から選出された3名とイントロクイズで対決する「今ドキ!? イントロクイズ」（木曜）。番組開始当初、商店街からの中継は月曜から水曜までだったが、前述の「愛の宅配便」が木曜から月曜へ移動したのに伴い、火曜から木曜となった。なお、月曜から水曜の頃は宮本忠博が担当していた。
- 戸井康成

### 金曜
金曜は中継先の人々に、10問のクイズを出題。回答してもらう「1分間クイズ」。中継先がトヨタの販売店の場合、その営業所の店員が解答者となり、その者の正解数に応じた金額の現金がリスナーに進呈されるというシステム。それ以外の中継先の場合は、様々な特産品がプレゼントの対象になる。
- 沢朋宏（CBCアナウンサー）

## タイムテーブル
- 13:00 オープニング
- 13:05 ニュース
- 13:25 お天気レーダー
- 13:27 CBC交通情報
- 13:55 はぴねすくらぶ ラジオショッピング
- 14:05 中日新聞ニュース
- 14:10 CBC交通情報
- 14:13 昼ドキッ通信
- 14:29 アステラス製薬 明日も元気!
- 14:40 街角ステーション
- 15:00 茶の間の新聞
- 15:05 地震・防災Q&A
- 15:11 小堀勝啓の心にブギウギ!の告知
- 15:17 日本列島ほっと通信
- 15:26 ヤマザキ 今日のとっておき!
- 15:29 エンディング

以下は番組内でアナウンスはされないが、番組表にはコーナー名として掲載されていた。
- 13:06 昼からどきドキッ
- 13:17 さらにどきドキッ
- 13:30 今がかきいれドキッ
- 13:32 ここがおしドキッ
- 13:38 ぐぐっとこらえドキッ
- 13:49 これまたどきドキッ
- 14:00 2時もどきドキッ
- 14:49 とれたて情報
- 15:09 ここが聴きドキッ

## 箱番組
- アステラス製薬 明日も元気! （14:29 - 14:39） - 制作：TBSラジオ。
- 日本列島ほっと通信（15:17 - 15:26） - 制作：TBSラジオ。